# Ultramontanizmus
Az ultramontanizmus  gúnyos mellékízű elnevezése egy nézetrendszernek;  az egyháznak, pápának, Rómának, általában a katolikus egyház szempontjait érvényesítő gondolkodásmódnak az összefoglaló neve. 
Egyike a  19. század legfontosabb teológiai irányzatainak (a gallikanizmus és a katolikus liberalizmus mellett). 

## A szó eredete
A  „hegy(ek)en túli” értelmű latin ultramontán kifejezésből származik. Az eleinte ‘az Alpokon túl’ értelmű földrajzi fogalmat, negatív felhanggal először Johann Nikolaus von Hontheim használta 1763-ban a római-pápai ekkleziológia képviselőire, s amelyet a 19. századi liberális katolikusok, különösen a németek (J. J. I. Döllinger, F. X. Kraus) tettek negatív fogalommá.

## Az ultramontán egyháztan
Az 1850 és 1950 között uralkodó ultramontán egyháztan doktrínája szerint az egyház societas perfecta (azaz tökéletes, független „befejezett” társaság) ez az önértelmezés valójában azt célozta, hogy az állammal szemben biztosítsa az egyház szabadságát és függetlenségét. Wiedenhofer professzor megfogalmazása szerint „a nyugati egyháztan és a racionalizmussal párosult, az újkorral szembeszegülő hitvédelem alapján, s az állam központosított szerveződési formájának mintájához való ragaszkodás következtében erre az egyházképre hivatkozva gyakorlatilag mereven elzárkózott az újkori kultúrától és társadalomtól, és az újkor előtti életformákat igyekezett felújítani; befelé pedig, a tekintély és a hierarchia újkorellenes hangsúlyozásával, az Egyházon belül szakadás következett be (a világiak elsősorban a klerikusok eszközei és alárendeltjei); a szervezeti felépítés tekintetében pedig az Egyháznak olyan ultramontanista és központosított uniformizálása kezdődött el a római egyházfegyelem és liturgia révén, hogy a katolikus Egyház kívülről nézve már nem is látszott másnak, mint egyetlen pápai egyházmegyének alárendelt püspöki körzetekkel…"